# Omlenička
Omlenička je vesnice, část obce Omlenice v okrese Český Krumlov v Jihočeském kraji. Nachází se asi 1,5 kilometru severozápadně od Omlenice. Omlenička leží v katastrálním území Omlenice o výměře 6,23 km².

## Historie
Ves Omlenička patřila do panství hradu Pořešína, založeného na počátku 14. století panem Bavorem III. ze Strakonic.[zdroj⁠?!] První písemná zmínka o Omleničce pochází z roku 1358. Jeden z potomků rozvětveného rodu pánů z Pořešína, Oldřich, získal Omleničku v roce 1364 a postavil v ní kamennou tvrz, patrně v sousedství staršího opevněného dvorce. Barokní zámek a kostel nechal postavit ve dvacátých letech 18. století hrabě Jan Antonín Nutz. Po roce 1770 se stala součástí majetku kláštera církevního řádu cisterciáků ve Vyšším Brodu.
V Omleničce bývaly lázně.
Po druhé světové válce došlo k odsunu původního německého obyvatelstva tvořícího do roku 1945 drtivou většinu obyvatelstva a dosídlení novým obyvatelstvem. Následně došlo k úpadku obce a zničení množství okolních vesniček a objektů.

## Obyvatelstvo
| Rok            | 1869 | 1880 | 1890 | 1900 | 1910 | 1921 | 1930 | 1950 | 1961 | 1970 | 1980 | 1991 | 2001 | 2011 | 2021 |
| -------------- | ---- | ---- | ---- | ---- | ---- | ---- | ---- | ---- | ---- | ---- | ---- | ---- | ---- | ---- | ---- |
| Počet obyvatel | 259  | 224  | 224  | 200  | 190  | 204  | 226  | 158  | 163  | 174  | 151  | 158  | 218  | 236  | 262  |
| Počet domů     | 36   | 39   | 38   | 38   | 39   | 38   | 46   | 38   | 38   | 43   | 39   | 55   | 55   | 76   | 85   |

## Pamětihodnosti
- Zámek Omlenička
- Kostel Panny Marie Bolestné a svatého Jana Nepomuckého

## Osobnosti
- Jan Ferdinand Rupotz – sochař a řezbář[7][8][9]